# The Best of Tony Williams
The Best of Tony Williams è una compilation del batterista jazz statunitense Tony Williams, pubblicato dalla casa discografica Columbia Records nel 1980.

## Tracce

### LP
Lato A
1. Hip Skip – 8:05 (George Benson) – Tratto dall'album: The Joy of Flying (1979)
2. Wildlife – 5:20 (Tony Williams) – Tratto dall'album: Believe It (1975)
3. Tony – 6:54 (Stanley Clarke) – Tratto dall'album: The Joy of Flying (1979)
4. Going Far – 4:14 (Jan Hammer) – Tratto dall'album: The Joy of Flying (1979)

Lato B
1. Million Dollar Legs – 6:35 (Tony Williams) – Tratto dall'album: Million Dollar Legs (1976)
2. Coming Back Home – 6:07 (Jan Hammer) – Tratto dall'album: The Joy of Flying (1979)
3. Sweet Revenge – 6:01 (Tony Williams) – Tratto dall'album: Million Dollar Legs (1976)
4. Open Fire – 6:17 (Ronnie Montrose, Edgar Winter) – Tratto dall'album: The Joy of Flying (1979)

## Musicisti
Hip Skip
- Tony Williams - batteria
- George Benson - chitarra elettrica
- Jan Hammer - tastiere (piano Fender Rhodes), sintetizzatori (minimoog)
- Michael Brecker - sassofono tenore
- Paul Jackson - basso elettrico
- Ralph MacDonald - percussioni
- Dave Sanborn - sassofono alto
- Ronnie Cuber - sassofono baritono
- Randy Brecker - tromba
- Jon Faddis - tromba
- Barry Rogers - trombone
- Registrazioni effettuate al CBS Recording Studios di New York
- Don Puluse - ingegnere delle registrazioni
- Ken Robertson - assistente ingegnere delle registrazioni
- Mixaggio effettuato al Secret Sound di New York da Jack Malken e Tony Williams
- William Eaton - arrangiamento strumenti a fiato
- Strumenti a fiato registrati al Secret Sound di New York
- Jack Malken - ingegnere delle registrazioni (strumenti a fiato)
- Michael Barry - assistente ingegnere delle registrazioni (strumenti a fiato)

Wildlife
- Tony Williams - batteria
- Allan Holdsworth - chitarra elettrica
- Alan Pasqua - pianoforte elettrico, clavinet
- Tony Newton - basso elettrico

Tony
- Tony Williams - batteria
- Herbie Hancock - tastiere (piano Fender Rhodes), sintetizzatore Oberheim, sintetizzatore Prophet V
- Tom Scott - lyricon
- Stanley Clarke - basso elettrico
- Registrazioni effettuate al The Automatt di San Francisco, California

Going Far
- Tony Williams - batteria
- Jan Hammer - tastiere (piano Fender Rhodes), sintetizzatore moog, sintetizzatore Oberheim, polymoog
- Registrazioni e mixaggi effettuati al Red Gate Studio di Kent, New York

Million Dollar Legs / Sweet Revenge
- Tony Williams - batteria
- Allan Holdsworth - chitarra
- Alan Pasqua - tastiere
- Tony Newton - basso elettrico, voce
- Registrazioni effettuate al Caribou Ranch di Nederland, Colorado (Stati Uniti)

Coming Back Home
- Tony Williams - batteria
- George Benson - chitarra
- Jan Hammer - tastiere (piano Fender Rhodes), sintetizzatore moog
- Paul Jackson - basso elettrico
- Registrazioni effettuate al CBS Recording Studios di New York

Open Fire
- Tony Williams - batteria
- Ronnie Montrose - chitarra
- Brian Auger - tastiere, sintetizzatore
- Mario Cipollina - basso elettrico
- Registrato dal vivo al Denen Coliseum di Tokyo, Giappone, estate 1978

Note aggiuntive
- Tony Williams - produttore (brani: Hip Skip, Tony, Going Far, Coming Back Home e Open Fire)
- Bruce Botnick - produttore (brani: Wildlife, Million Dollar Legs e Sweet Revenge)
- Mastering effettuato al CBS Recording Studios di New York
- Ray Janos - ingegnere mastering
- Paula Scher - design copertina album
- David Gahr - foto copertina album[2]